# Фестиваль Латиноамериканського кіно
Іберо-Латиноамериканський кінофестиваль у Трієсті, також «Фестиваль Латиноамериканського кіно» (ісп. Festival del Cinema Ibero-Latino Americano di Trieste) — кінофестиваль, присвячений латиноамериканському кінематографу. Фестиваль є частиною APCLAI – Асоціація сприяння розвитку Іберо-Латиноамериканської культури в Італії.

## Історія
Фестиваль латиноамериканського кіно проходить у Трієсті з жовтня 1985 року. Єдиний фестиваль в Італії, повністю присвячений латиноамериканському кінематографу та ретроспективам південноамериканських або італійських авторів у Латинській Америці.
У 2023 році тридцять восьомий фестиваль відбувався з 4 по 12 листопада.